# الأهواز
الأَهْوَازْ أو الأَحْوَازْ هي عاصمة ومركز محافظة خوزستان التي كانت تسمى عربستان حتى عام 1925. تقع جنوب غرب إيران، ويخترق المدينة نهر كارون، وهي ترتفع عن سطح البحر 20 مترًا. وبحسب إحصاء عام 2025 بلغ عدد سكان مدينة الأهواز 1.3 مليون نسمة. وهي بذلك أكبر مدينة في خوزستان.

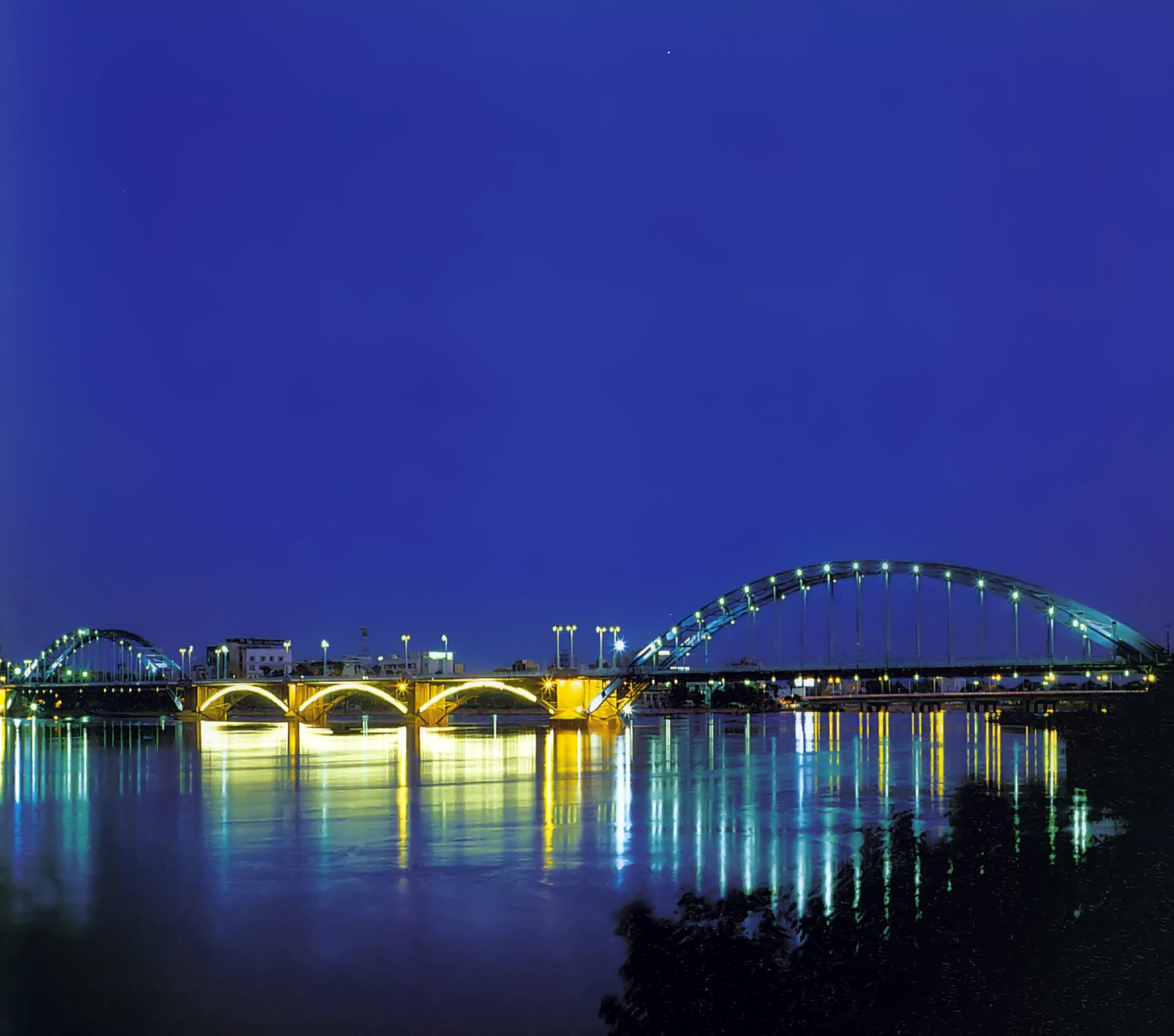
الجسر الأبيض.

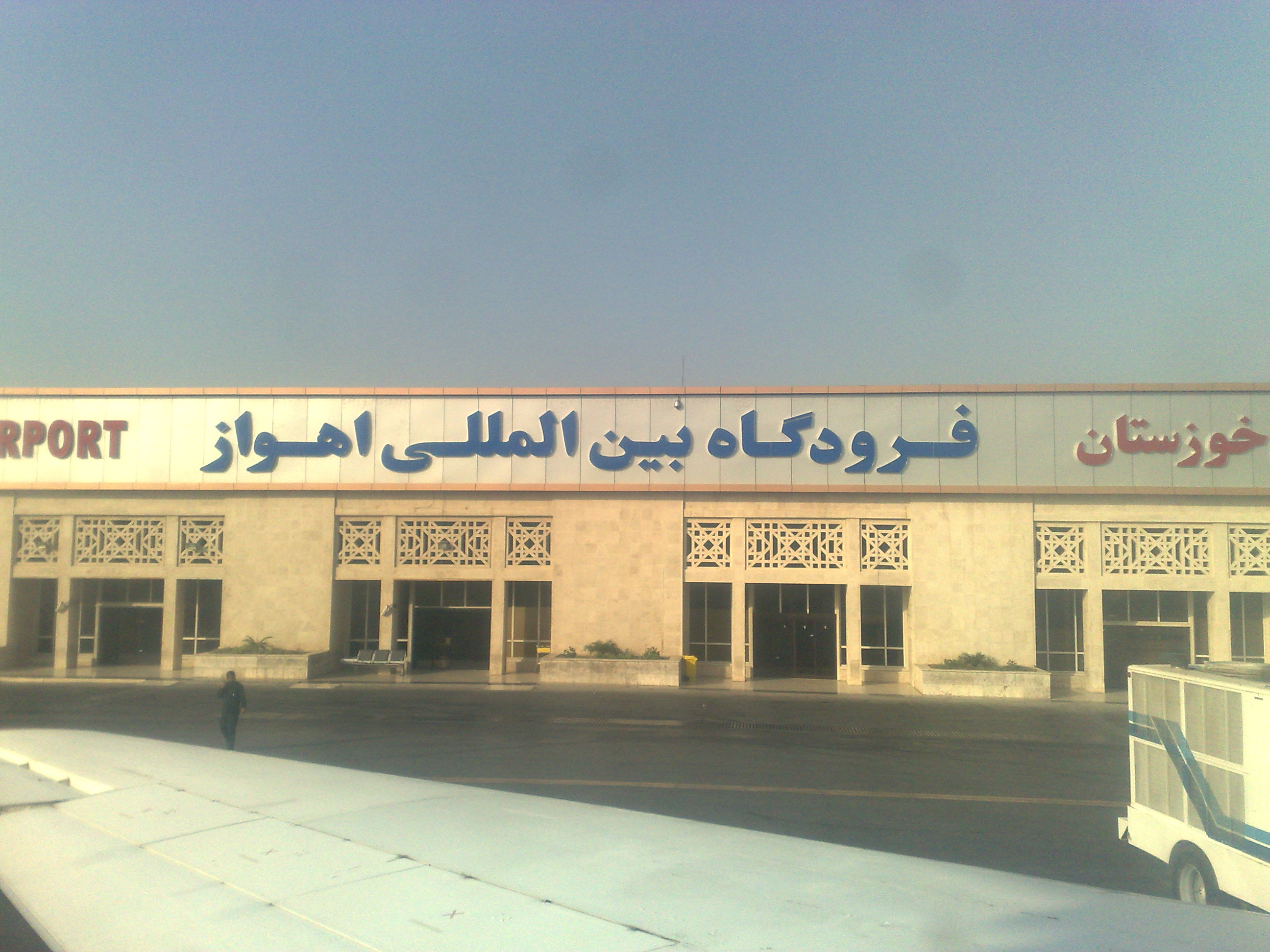
مطار الأهواز الدولي.

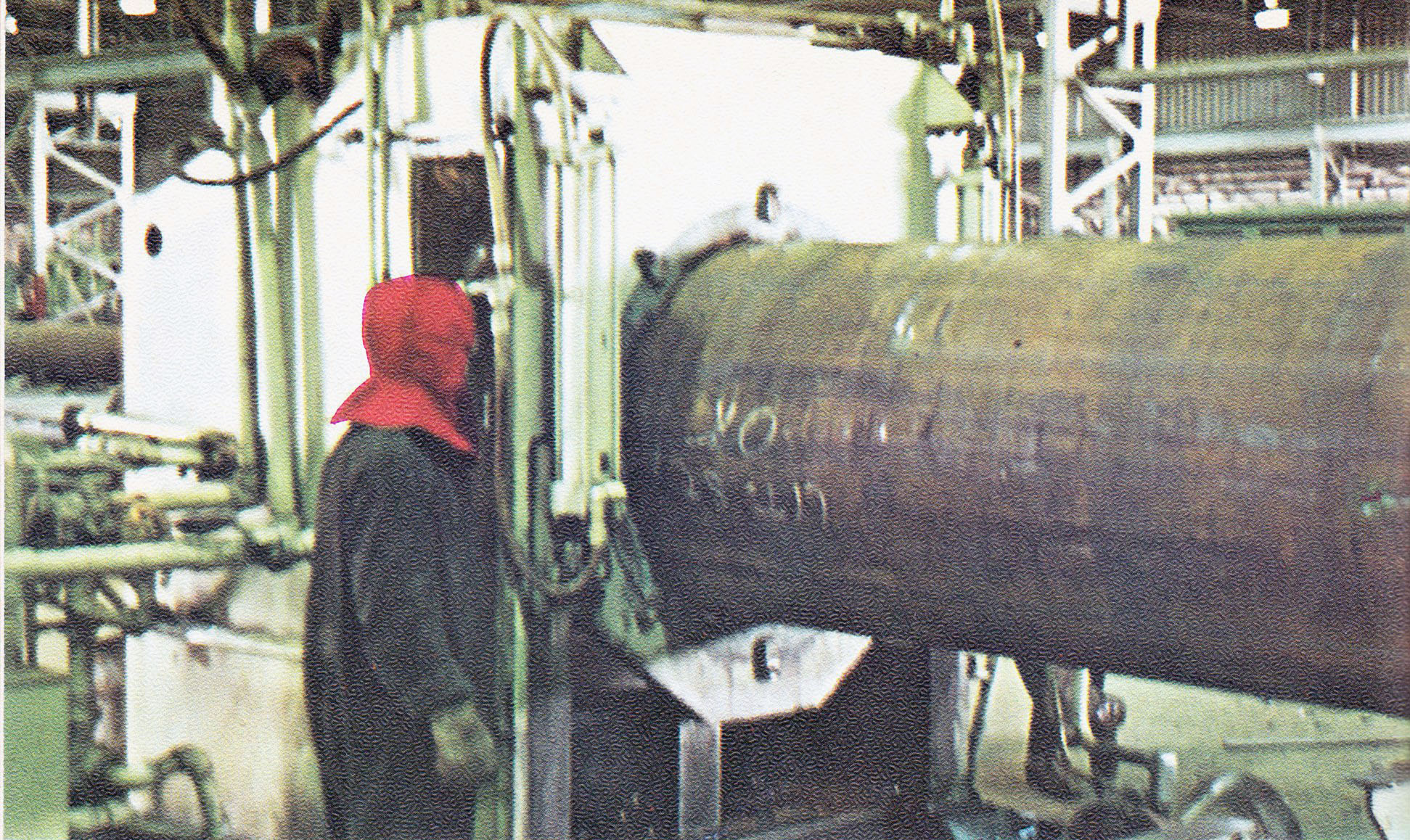
مصنع أنابيب.

## أصل التسمية
ورد في القاموس المحيط للفيروز آبادي في باب الزاي فصل الهاء: الأهواز تسع كور بين البصرة وفارس، لكل كورة منها اسم، ويجمعهن الأهواز لا تفرد واحدة منهن بهوز وهي: رامهرمز وعسكر مكرم وتستر وجنديسابور وسوس وسرق ونهر تيرى وأيذج ومناذر.
أما كلمة أحواز فهي جمع كلمة «حوز»، وهي مصدر للفعل «حاز» بمعنى الحيازة والتملك، وهي تستخدم للدلالة على الأرض التي اتخذها فرد وبين حدودها وامتلكها. و«الحوز» كلمة متداولة بين أبناء الأحواز؛ فمثلًا يقولون: هذا حوز فلان، أي هذه الأرض معلومة الحدود ويمتلكها فلان. بعد انتهاء حكم الإسكندر الأكبر قسّم مُلكَه إلى أقاليم، وعرب هذه المنطقة أطلقوا على الإقليم اسم «الأحواز».
أما «خوزستان» فهو الاسم الذي أطلقه الفرس خلال العهد الساساني على جزء من الإقليم وهو يعني بلاد القلاع والحصون، وسميّ به الإقليم مرة أخرى بعد الاحتلال الإيراني بأمر من رضا شاه عام 1925م.
وعند الفتح الإسلامي لفارس أطلق العرب على الإقليم كله لفظة «الأهواز»، وأطلقوا على العاصمة سوق الأهواز للتفريق بينهما، وفي عهد الدولة الصفوية سماه الفرس: «عربستان» أي القطر العربي أو أرض العرب.

## التاريخ
يعود تاريخ الأهواز إلى عصور سحيقة. تجد ذكر الأهواز في التاريخ العربي الإسلامي بشكل كبير كما في كتاب البداية والنهاية وتاريخ الطبري وآثار البلاد وأخبار العباد لزكريا بن محمد بن محمود القزويني. وجاء في لسان العرب: 
ذكرها شعراء العرب وتحدثوا عن سكانها العرب، فهذا جرير يقول:
شيدت المدينة على ضفاف نهر كارون في وسط محافظة خوزستان ويقطنها 804,980 نسمة حسب تقديرات العام 1996  و1،052,749 نسمة حسب تقديرات العام 2001 ، وحسب إحصاءات 2006 بلغ عدد سكان الأهواز 1,841,145 نسمة.
يعود تاريخ الأهواز إلى العهد العيلامي 4000 ق.م. حيث كان العيلاميون. استطاع العيلاميون عام 2320 ق.م اكتساح المملكة الأكّدية واحتلال عاصمتها أور، ثم خضعت للبابليين ثم الآشوريين، وبعدهم اقتسمها الكلدانيون والميديون. ثم غزاها الأَخمينيون بقيادة قورش في عام 539 ق.م وشن حملة إبادة ضد العرب، فعبر الخليج العربي إلى شبه الجزيرة العربية إلى الأحساء والقطيف وقام بمذابح هائلة فيها، ثم توغل في جزيرة العرب. وكان العرب متفرقين يصعب عليهم التجمع لضرب الفرس، إلا في أوقات قليلة مثل معركة ذي قار، التي انتصر فيها العرب على العجم.
خضعت الأهواز للإسكندر الأكبر، وبعد موته خضعت للسلوقيين منذ عام 311 ق.م، ثم للبارثيين ثم الأُسرة الساسانية التي لم تبسط سيطرتها على الإقليم إلا في عام 241م. وقد قامت ثورات متعددة في الإقليم ضد الغزاة الفرس مما اضطر هؤلاء إلى توجيه حملات عسكرية كان آخرها عام 310م حين اقتنعت المملكة الساسانية بعدها باستحالة إخضاع العرب، فسمحت لهم بإنشاء إمارات تتمتع باستقلال ذاتي مقابل دفع ضريبة سنوية للملك الساساني. ويؤكد المؤرخ الإيراني أحمد كسروي أن قبائل بكر بن وائل وبني حنظلة وبني العم كانت تسيطر على الإقليم قبل مجيء الإسلام. ثم خضعت القبائل العربية للمناذرة من سنة 368م إلى 633م وبعد الفتح الإسلامي انحلت هذه القبائل في القبائل العربية الأكبر منها والتي استوطنت المنطقة في السنوات الأولى للفتح الإسلامي الذي قضى على الإمبراطورية الساسانية.
وفي جنوب الأهواز، سكنت قبائل عربية منذ قدم التاريخ، لكن بسبب قحولة تلك المنطقة فقد كان اعتماد عيشهم على البحر. يقول الرحالة الألماني الذي عمل لحساب الدانمارك كارستن نيبور، الذي جاب الجزيرة العربية عام 1762م: «لكنني لا أستطيع أن أمر بصمت مماثل بالمستعمرات الأكثر أهمية، التي رغم كونها منشأة خارج حدود الجزيرة العربية، هي أقرب إليها، أعني العرب القاطنين الساحل الجنوبي من بلاد الفرس، المتحالفين على الغالب مع الشيوخ المجاورين، أو الخاضعين لهم. وتتفق ظروف مختلفة لتدل على أن هذه القبائل استقرت على الخليج العربي (الفارسي في كتاب نيبور) قبل فتوحات الخلفاء، وقد حافظت دوماً على استقلالها. ومن المضحك أن يصور جغرافيونا جزءاً من بلاد العرب كأنه خاضع لحكم ملوك الفرس، في حين أن هؤلاء الملوك لم يتمكنوا قط من أن يكونوا أسياد ساحل البحر في بلادهم الخاصة. لكنهم تحملوا -صابرين على مضض- أن يبقى هذا الساحل ملكاً للعرب».
وقال كذلك: «لقد أخطأ جغرافيونا، على ما أعتقد، حين صوروا لنا جزءاً من الجزيرة العربية خاضعًا لحكم الفرس، لأن العرب هم الذين يمتلكون -خلافاً لذلك- جميع السواحل البحرية للإمبراطورية الفارسية: من مصب الفرات إلى مصب الإندوس (في الهند) على وجه التقريب. صحيح أن المستعمرات الواقعة على السواحل الفارسية لا تخص الجزيرة العربية ذاتها، ولكن بالنظر إلى أنها مستقلة عن بلاد الفرس، ولأن لأهلها لسان العرب وعاداتهم؛ فقد عنيت بإيراد نبذة موجزة عنهم. يستحيل تحديد الوقت الذي أنشأ فيه العرب هذه المستعمرات على الساحل. وقد جاء في السير القديمة أنهم أنشؤوها منذ عصور سلفت. وإذا استعنا باللمحات القليلة التي وردت في التاريخ القديم، أمكن التخمين بأن هذه المستعمرات العربية نشأت في عهد أول ملوك الفرس. فهناك تشابه بين عادات الايشتيوفاجيين القدماء وعادات هؤلاء العرب».
وبعد انتصار المسلمين في معركة القادسية فتح أبو موسى الأشعري الأهواز. وظل إقليم الأهواز منذ عام 637 إلى 1258م تحت حكم الخلافة الإسلامية تابعاً لولاية البصرة، إلى أيام الغزو المغولي. ثم نشأت الدولة المشعشعية العربية (1436-1724م)، واعترفت الدولتان الصفوية والعثمانية باستقلالها. ثم نشأت الدولة الكعبية (1724-1925م) وحافظت على استقلالها كذلك. وبعد تأهيل نهر كارون وإعادة فتحه للتجارة وإنشاء خطوط سكك حديدية مما جعل مدينة الأهواز مرة أخرى تصبح نقطة تقاطع تجاري. وأدى شق قناة السويس في مصر لزيادة النشاط التجاري في المنطقة حيث تم بناء مدينة ساحلية قرب القرية القديمة للأهواز، وسميت ببندر الناصري تمجيداً لـناصر الدين شاه قاجار. وبين عامي 1897 و1925 حكمها الشيخ خزعل الكعبي الذي غير اسمها إلى الناصرية.
وبعد عام 1920م، باتت بريطانيا تخشى من قوة الدولة الكعبية، فاتفقت مع إيران على إقصاء أَمير عربستان وضم الإقليم إلى إيران. حيث منح البريطانيون الإمارة الغنية بالنفط إلى إيران بعد اعتقال الأمير خزغل على ظهر طراد بريطاني حيث أصبحت الأهواز وعاصمتها المحمرة محل نزاع إقليمي بين العراق وإيران وأدى اكتشاف النفط في الأهواز وعلى الأخص في مدينة عبادان الواقعة على الخليج العربي مطلع القرن العشرين إلى إلى تنافس القوى للسيطرة عليها بعد ضعف وتفكك الدولة العثمانية، وبعد ذلك عادت تسميتها القديمة الأهواز بعد سقوط الأسرة القاجارية إثر الاحتلال الروسي لإيران وتولي رضا بهلوي الحكم في إيران. ولم ينفك النزاع قائماً على الأهواز بعد استقلال العراق حيث دخلت الحكومات العراقية المتلاحقة مفاوضات حول الإقليم وعقدت الاتفاقيات بهذا الصدد منها اتفاقية عام 1937 ومفاوضات عام 1969 واتفاقية الجزائر عام 1975 بين شاه إيران محمد رضا بهلوي ونائب الرئيس العراقي صدام حسين والتي ألغيت أثناء الحرب العراقية الإيرانية بين عامي 1980 - 1988، حيث أعلن العراق عائدية الأهواز له. غير أن غالبية الأهوازيين قاوموا القوات العراقية عند دخولهم المنطقة.
دخل الجیش الإیراني مدینة المحمرة بتاریخ 1925 لإسقاطها وإسقاط آخر حکام الکعبیین وهو خزعل جابر الکعبي، وکان قائد القوات الإيرانية هو رضا خان، ويعد السبب الأصلي لاحتلال إيران لهذه المنطقة الأهواز أو عربستان أو خوزستان إلى كونها غنية بالموارد الطبيعية (النفط والغاز) والأراضي الزراعية الخصبة حيث بها أحد أكبر أنهار المنطقة وهو نهر كارون الذي يسقي سهلاً زراعياً خصباً تقع فيه مدينة الأهواز فمنطقة الأهواز هي المنتج الرئيسي لمحاصيل مثل السكر والذرة في إيران اليوم.
تساهم الموارد المتواجدة في هذه المنطقة (الأهواز) بحوالي نصف الناتج القومي الصافي لإيران وأكثر من 80% من قيمة الصادرات في إيران.
وهناك قول معروف للرئيس الإيراني السابق محمد خاتمي يقول فيه «إيران با خوزستان زنده است» ومعناه (إيران تحيا بخوزستان).
سکان المحمرة ومعظم منطقة الأهواز قبل الاحتلال کانوا في غالبيتهم عرباً وکانت إمارة المحمرة هي مرکز الحکومة، ومنذ ذلك الیوم وحتى هذا التاریخ یسعی المحتل الإیراني إلى زيادة نسبة غير العرب في الأهواز وتغییر الأسماء العربية الأصلية للمدن والبلدات والأنهار وغيرها من المواقع الجغرافية في منطقة الأهواز فمدينة المحمرة على سبيل المثال غيرت الحكومة الإيرانية اسمها إلى خرمشهر وهي كلمة فارسية بمعنى البلد الأخضر.

### تاريخ المنطقة بالأرقام
- - 4000 ق.م - شهدت المنطقة ميلاد إحدى أقدم الحضارات البشرية، وهي الحضارة العيلامية.
- - 2320 ق.م - استولى العيلاميون على مدينة أور عاصمة المملكة الأكادية.
- - 2095 ق.م - غزا الملك البابلي حمورابي أرض عيلام وضمها إلى مملكته.
- - 1160 ق.م - فتح الملك العيلامي شوتروك ناخونته أرض بابل، حيث استولى على تمثال مردوك أكبر آلهة بابل، ومسلة حمورابي التي عثر عليها الفرنسيون مع آثار قيمة أخرى في مدينة السوس عام 1901 م.
- - 640 ق.م - الملك الآشوري آشور بانيبال أطاح بالدولة العيلامية.
- - 550 ق.م - خضوع المنطقة للأخمينيين.
- - 331 ق.م - خضوع المنطقة لحكم الإسكندر الأكبر المقدوني، بعد هزيمة الأخمينيين.
- - 311 ق.م - قيام السلوقيين ببسط سيطرتهم على المنطقة ومن بعدهم القبائل العربية.
- - 221 م - خضوع المنطقة للملك الساساني سابور الأول.
- - 637 م - خضوع المنطقة للمسلمين العرب، بقيادة أبي موسى الأشعري.
- - 1258 م - احتل الغزاة المغول المنطقة، بعد أن تمكنوا من الإطاحة بالخلافة العباسية في بغداد، ومن ثم خضعت المنطقة لدولة الخروف الأسود.
- - 1436 م - قيام الدولة المشعشعية العربية بزعامة محمد بن فلاح، والتي حافظت على وجودها نحو ثلاثة قرون، بين الدولتين الإيرانية والعثمانية، وتمكنت في بعض الفترات من بسط سيطرتها على أجزاء كبيرة من إيران بما فيها بندر عباس وكرمنشاه، وأقاليم في العراق بما فيها البصرة وواسط، بالإضافة إلى الأحساء والقطيف.
- - 1509م - احتلال الحويزة عاصمة المشعشعيين على يد الشاه إسماعيل الصفوي، إلا أن اندلاع الثورات العربية ضد الحكم الصفوي أرغم الشاه إسماعيل على الاعتراف بالحكم المشعشعي في المنطقة.
- - 1541 م - هزم الجيش المشعشعي القوات العثمانية التي حاولت احتلال المنطقة، بعد تمكنه من احتلال بغداد والبصرة.
- - 1589 م تولى حكم الإمارة مبارك بن مطلب، والذي يعتبر فترة حكمه العصر الذهبي للدولة المشعشعية حيث تمكن من بسط سيطرته على كافة أنحاء المنطقة.
- - 1609 م - تحالفت الإمارة المشعشعية مع البرتغاليين دون أن تخضع لإرادتهم.
- - 1625 م - هزمت القوات المشعشعية بمساعدة الدولة العثمانية، الجيش الصفوي.
- - 1639 م - اعترفت الدولتان الصفوية والعثمانية بموجب معاهدة مراد الرابع باستقلال الإمارة المشعشعية.
- - 1694 م - استولى فرج الله بن علي المشعشعي على البصرة وضمها إلى إمارته.
- - 1732 م - احتل نادر شاه الأفشاري إقليم الأهواز وقتل أميرها محمد بن عبد الله المشعشعي. وتزامنًا مع ذلك أخذت إمارة بني كعب تبرز على الساحة، بعد أن تمكن أمراؤها من مد نفوذهم في بعض أقسام المنطقة.
- - 1747 م استولى مطلب بن عبد الله المشعشعي على الحويزة ومن ثم فرض سيطرته على مدن أخرى في الإقليم، مما أجبر الدولة الأفشارية على الاعتراف رسميا بسلطة المشعشعيين في الحويزة.
- - 1757 م - الشاه كريم خان الزندي غزا المنطقة، واستولى على بعض مدنها، ولكنه فشل في نهاية المطاف في إخضاع الإمارة الكعبية.
- - 1765 م - هزيمة التحالف الإيراني العثماني البريطاني (شركة الهند الشرقية) أمام قوات سلمان بن سلطان الكعبي.
- - 1821 م - وقعت الدولتان الإيرانية والعثمانية على معاهدة أرضروم الأولى والتي قسمت المنطقة إلى منطقتي نفوذ (عثمانية وإيرانية).
- - 1837 م - غزت القوات العثمانية مدينة المحمرة واحتلتها، ومن ثم استولت على كافة أنحاء المنطقة.
- - 1847 م - تخلت الدولة العثمانية عن المناطق التابعة لها في المنطقة، بموجب اتفاقية أخرى عُرفت باسم معاهدة أرضروم الثانية.
- - 1857 م - اعترف ناصر الدين شاه القاجاري رسميا باستقلال المحمرة على أنها إمارة وراثية لها سيادتها وقوانينها الخاصة.
- - 1888 م - فتح نهر كارون (دجيل) في المنطقة للمرة الأولى أمام الملاحة الدولية.
- - 1897 م - اغتيال الأمير مزعل بن جابر الكعبي، واستلام شقيقه الأمير خزعل الحكم، والذي تحالف مع بريطانيا حفاظًا على استقلال إماراته من الدولتين الإيرانية والعثمانية. وقد لعب دورًا بارزًا في أحداث الربع الأول من القرن الماضي. قال عنه أمين الريحاني في كتابه (ملوك العرب): «إنه أكبرهم سنًا بعد الملك حسين (شريف مكة)، وأسبقهم إلى الشهرة، وقرين أعظمهم إلى الكرم».
- - 1902 م - وعدت بريطانيا الأمير خزعل رسميًا بأنها ستقف في وجه أي هجوم أجنبي يستهدف إمارته.
- - 1907 م - وقعت بريطانيا وروسيا القيصرية على معاهدة قسمت إيران إلى ثلاث مناطق نفوذ، بريطانية وروسية ومحايدة، إلا أن المنطقة لم تذكر في إطار تلك التقسيمات.
- - 1908 م - اكتشاف البترول.
- - 1910 م - منحت بريطانيا الأمير خزعل لقب «سير» ووسام K.C.I.E ومن ثم أوسمة وألقاب أخرى.
- - 1914 م - ساهم اندلاع الحرب العالمية الأولى في تعزيز النفوذ البريطاني في المنطقة، وبالتالي فقد ساعد على تدعيم مكانة الأمير خزعل واستقلال إمارته. ودخلت القوات البريطانية ميناء عبادان للحفاظ على المنشآت النفطية.
- - 1915 م - حرضت الدولة العثمانية العشائر العربية المناوئة لخزعل، وأهمها بني طرف، وربيعة، وبني لام، على الخروج علي حكمه، وإعلان الجهاد ضد القوات البريطانية المتحالفة معه.
- - 1917 م - انتصار الثورة البلشفية في روسيا دفع بالقوى الغربية وخاصة بريطانيا إلى تغيير استراتيجيتها تجاه المنطقة، حيث أخذت تتخلى شيئًا فشيئًا عن دعمها لاستقلال إمارة الأمير خزعل لصالح كيان إيراني قوي وموحد يشكل حاجزًا استراتيجيًا أمام الشيوعيين الروس ومحاولاتهم الوصول للمياه الدافئة.
- - 1921 م - إعلان فشل جهود الشيخ خزعل للفوز بعرش العراق.
- - 1922 م - في إطار مساعيه للتصدي لمحاولات رضا شاه بهلوي، السيطرة على المنطقة، تحالف الشيخ خزعل مع العشائر البختيارية المناوئة لرضا خان.
- - 1924 م - أعلن الشيخ خزعل مقاومته لسياسات رضا خان التوسعية، فقام بعرض قضيته على عصبة الأمم، وطلب من علماء الدين في النجف إصدار فتوى بتكفير رضا خان.
- - 1925 م - احتل رضا خان المنطقة عسكريًا ونقل الشيخ خزعل للأسر في قلعة طهران، حيث وضع تحت الإقامة الجبرية، ومن ثم فرضت إيران سيطرتها على المنطقة.
- - 1928 م - اندلعت انتفاضة شعبية في منطقة الحويزة، بقيادة الشيخ محي الدين الزئبق الذي تمكن من السيطرة على المنطقة لأكثر من ستة أشهر.
- - 1936 م - قُتل الشيخ خزعل مسمومًا.
- - 1940 م - اشتعلت انتفاضة كبيرة شاركت فيها قبائل عربية، وعلى زعامتها الشيخ حيدر بن طلال الكعبي والشيخ كوكز بن زامل الكناني والشيخ إبريج الخزرجي.
- - 1941 م - احتلت القوات البريطانية المنطقة إبان الحرب العالمية الثانية.
- - 2005 م - أعمال شغب عنيفة واضطرابات استمرت لمدة 4 أيام .[10]

## الجغرافيا
تقع الأهواز في موقع جغرافي 31 درجة و30 دقيقة شمالاً وخط طول 48 درجة و65 دقيقة شرقاً، في سهول خوزستان، على ارتفاع 12 متراً فوق مستوى سطح البحر.
تقع مدينة الأهواز على بعد 100 كم شمال شرق عبادان ويمكن الوصول إليها عبر الطرق التالية بالإضافة إلى مطار مدرج واحد:
خط سكة حديد طهران - خرمشهر الوطني
طريق الأهواز - عبادان السريع (145 كم)
طريق الأهواز - أنديمشك (152 كم) السريع
طريق الأهواز - بندر الإمام الخميني السريع (175 كم).
الأهواز، باعتبارها أكبر مدينة في المحافظة، تتكون من منطقتين مميزتين: الجزء الأحدث من الأهواز وهو المركز الإداري والصناعي، والذي بني على الضفة اليمنى لنهر الكارون بينما توجد المناطق السكنية في القسم القديم من المدينة، على الضفة اليسرى.

### المناخ
تتمتع الأهواز بمناخ صحراوي شبه استوائي حار (تصنيف كوبن للمناخ: BWh) مع صيف طويل وحار للغاية وشتاء بارد وقصير. تبلغ درجات الحرارة في الصيف بانتظام 45 درجة مئوية (113 درجة فهرنهايت)، وتتجاوز أحيانًا 50 درجة مئوية (122 درجة فهرنهايت)، مع العديد من العواصف الرملية والعواصف الترابية الشائعة خلال فترة الصيف. ومع ذلك، في فصل الشتاء، يمكن أن تنخفض درجة الحرارة الدنيا إلى حوالي 5 درجات مئوية (41 درجة فهرنهايت). لا يوجد ثلوج في فصل الشتاء في الأهواز. يبلغ متوسط هطول الأمطار السنوي حوالي 230 ملم. في 29 يونيو 2017 وصلت درجة الحرارة إلى 53.7 درجة مئوية (128.7 درجة فهرنهايت). علاوة على ذلك، بلغت نقطة الندى ذروتها عند 23 درجة مئوية (73 درجة فهرنهايت) وهي رطبة بشكل غير عادي بالنسبة للحرارة الجافة المعتادة. وعلى الرغم من عدم تساقط الثلوج في الأهواز مطلقًا، فقد تم تسجيل الصقيع في كل شهر من أشهر الشتاء، وكذلك في أوائل الربيع وأواخر الخريف، وقد انخفضت درجة الحرارة إلى -7.0 درجة مئوية (19.4 درجة فهرنهايت) من قبل.
| البيانات المناخية لـالأحواز (1991-2020، أقصى الحدود 1951-2023)                                     | البيانات المناخية لـالأحواز (1991-2020، أقصى الحدود 1951-2023) | البيانات المناخية لـالأحواز (1991-2020، أقصى الحدود 1951-2023) | البيانات المناخية لـالأحواز (1991-2020، أقصى الحدود 1951-2023) | البيانات المناخية لـالأحواز (1991-2020، أقصى الحدود 1951-2023) | البيانات المناخية لـالأحواز (1991-2020، أقصى الحدود 1951-2023) | البيانات المناخية لـالأحواز (1991-2020، أقصى الحدود 1951-2023) | البيانات المناخية لـالأحواز (1991-2020، أقصى الحدود 1951-2023) | البيانات المناخية لـالأحواز (1991-2020، أقصى الحدود 1951-2023) | البيانات المناخية لـالأحواز (1991-2020، أقصى الحدود 1951-2023) | البيانات المناخية لـالأحواز (1991-2020، أقصى الحدود 1951-2023) | البيانات المناخية لـالأحواز (1991-2020، أقصى الحدود 1951-2023) | البيانات المناخية لـالأحواز (1991-2020، أقصى الحدود 1951-2023) | البيانات المناخية لـالأحواز (1991-2020، أقصى الحدود 1951-2023) |
| الشهر                                                                                              | يناير                                                          | فبراير                                                         | مارس                                                           | أبريل                                                          | مايو                                                           | يونيو                                                          | يوليو                                                          | أغسطس                                                          | سبتمبر                                                         | أكتوبر                                                         | نوفمبر                                                         | ديسمبر                                                         | المعدل السنوي                                                  |
| -------------------------------------------------------------------------------------------------- | -------------------------------------------------------------- | -------------------------------------------------------------- | -------------------------------------------------------------- | -------------------------------------------------------------- | -------------------------------------------------------------- | -------------------------------------------------------------- | -------------------------------------------------------------- | -------------------------------------------------------------- | -------------------------------------------------------------- | -------------------------------------------------------------- | -------------------------------------------------------------- | -------------------------------------------------------------- | -------------------------------------------------------------- |
| الدرجة القصوى °م (°ف)                                                                              | 28.0 (82.4)                                                    | 31.5 (88.7)                                                    | 40.5 (104.9)                                                   | 43.4 (110.1)                                                   | 49.2 (120.6)                                                   | 54.0 (129.2)                                                   | 52.4 (126.3)                                                   | 51.6 (124.9)                                                   | 50.0 (122.0)                                                   | 45.0 (113.0)                                                   | 36.4 (97.5)                                                    | 30.0 (86.0)                                                    | 54.0 (129.2)                                                   |
| متوسط درجة الحرارة الكبرى °م (°ف)                                                                  | 18.1 (64.6)                                                    | 21.2 (70.2)                                                    | 26.2 (79.2)                                                    | 32.9 (91.2)                                                    | 40.0 (104.0)                                                   | 45.1 (113.2)                                                   | 47.3 (117.1)                                                   | 46.6 (115.9)                                                   | 42.9 (109.2)                                                   | 36.3 (97.3)                                                    | 26.5 (79.7)                                                    | 19.9 (67.8)                                                    | 33.6 (92.4)                                                    |
| المتوسط اليومي °م (°ف)                                                                             | 12.8 (55.0)                                                    | 15.2 (59.4)                                                    | 19.7 (67.5)                                                    | 25.9 (78.6)                                                    | 32.6 (90.7)                                                    | 37.0 (98.6)                                                    | 38.6 (101.5)                                                   | 37.9 (100.2)                                                   | 33.8 (92.8)                                                    | 27.7 (81.9)                                                    | 19.6 (67.3)                                                    | 14.2 (57.6)                                                    | 26.3 (79.3)                                                    |
| متوسط درجة الحرارة الصغرى °م (°ف)                                                                  | 8.0 (46.4)                                                     | 9.7 (49.5)                                                     | 13.6 (56.5)                                                    | 19.1 (66.4)                                                    | 24.7 (76.5)                                                    | 28.0 (82.4)                                                    | 30.1 (86.2)                                                    | 29.5 (85.1)                                                    | 25.3 (77.5)                                                    | 20.3 (68.5)                                                    | 13.9 (57.0)                                                    | 9.5 (49.1)                                                     | 19.3 (66.8)                                                    |
| أدنى درجة حرارة °م (°ف)                                                                            | −7.0 (19.4)                                                    | −5.0 (23.0)                                                    | −1.0 (30.2)                                                    | 6.0 (42.8)                                                     | 13.0 (55.4)                                                    | 15.0 (59.0)                                                    | 19.0 (66.2)                                                    | 18.0 (64.4)                                                    | 13.0 (55.4)                                                    | 8.0 (46.4)                                                     | 0.0 (32.0)                                                     | −1.0 (30.2)                                                    | −7.0 (19.4)                                                    |
| الهطول مم (إنش)                                                                                    | 45.9 (1.81)                                                    | 23.1 (0.91)                                                    | 29.2 (1.15)                                                    | 16.7 (0.66)                                                    | 3.0 (0.12)                                                     | 0.1 (0.00)                                                     | 0.0 (0.0)                                                      | 0.0 (0.0)                                                      | 0.2 (0.01)                                                     | 9.4 (0.37)                                                     | 40.6 (1.60)                                                    | 50.7 (2.00)                                                    | 218.9 (8.63)                                                   |
| متوسط أيام هطول الأمطار (≥ 1.0 mm)                                                                 | 4.7                                                            | 3.2                                                            | 3.7                                                            | 3.1                                                            | 0.5                                                            | 0.1                                                            | 0                                                              | 0                                                              | 0                                                              | 1.2                                                            | 3.3                                                            | 4.5                                                            | 24.3                                                           |
| Average afternoon رطوبة نسبية (%)                                                                  | 72                                                             | 60                                                             | 50                                                             | 40                                                             | 27                                                             | 21                                                             | 24                                                             | 28                                                             | 30                                                             | 39                                                             | 56                                                             | 71                                                             | 43                                                             |
| ساعات سطوع الشمس الشهرية                                                                           | 185                                                            | 198                                                            | 236                                                            | 245                                                            | 295                                                            | 343                                                            | 345                                                            | 344                                                            | 309                                                            | 269                                                            | 210                                                            | 182                                                            | 3٬161                                                          |
| المصدر #1: NOAA NCEI                                                                               |                                                                |                                                                |                                                                |                                                                |                                                                |                                                                |                                                                |                                                                |                                                                |                                                                |                                                                |                                                                |                                                                |
| المصدر #2: منظمة الأرصاد الجوية الإيرانية (سجلات), توتيمبو (أعلى مستوى قياسي من سبتمبر إلى ديسمبر) |                                                                |                                                                |                                                                |                                                                |                                                                |                                                                |                                                                |                                                                |                                                                |                                                                |                                                                |                                                                |                                                                |

| البيانات المناخية لـالأحواز (1951-2010 ، سجلات 1951-2020)                                                                     | البيانات المناخية لـالأحواز (1951-2010 ، سجلات 1951-2020) | البيانات المناخية لـالأحواز (1951-2010 ، سجلات 1951-2020) | البيانات المناخية لـالأحواز (1951-2010 ، سجلات 1951-2020) | البيانات المناخية لـالأحواز (1951-2010 ، سجلات 1951-2020) | البيانات المناخية لـالأحواز (1951-2010 ، سجلات 1951-2020) | البيانات المناخية لـالأحواز (1951-2010 ، سجلات 1951-2020) | البيانات المناخية لـالأحواز (1951-2010 ، سجلات 1951-2020) | البيانات المناخية لـالأحواز (1951-2010 ، سجلات 1951-2020) | البيانات المناخية لـالأحواز (1951-2010 ، سجلات 1951-2020) | البيانات المناخية لـالأحواز (1951-2010 ، سجلات 1951-2020) | البيانات المناخية لـالأحواز (1951-2010 ، سجلات 1951-2020) | البيانات المناخية لـالأحواز (1951-2010 ، سجلات 1951-2020) | البيانات المناخية لـالأحواز (1951-2010 ، سجلات 1951-2020) |
| الشهر | يناير                                                     | فبراير                                                    | مارس                                                      | أبريل                                                     | مايو                                                      | يونيو                                                     | يوليو                                                     | أغسطس                                                     | سبتمبر                                                    | أكتوبر                                                    | نوفمبر                                                    | ديسمبر                                                    | المعدل السنوي                                             |
| --- | --------------------------------------------------------- | --------------------------------------------------------- | --------------------------------------------------------- | --------------------------------------------------------- | --------------------------------------------------------- | --------------------------------------------------------- | --------------------------------------------------------- | --------------------------------------------------------- | --------------------------------------------------------- | --------------------------------------------------------- | --------------------------------------------------------- | --------------------------------------------------------- | --------------------------------------------------------- |
| الدرجة القصوى °م (°ف) | 28.0 (82.4)                                               | 31.5 (88.7)                                               | 40.5 (104.9)                                              | 43.4 (110.1)                                              | 48.8 (119.8)                                              | 54.0 (129.2)                                              | 52.4 (126.3)                                              | 51.6 (124.9)                                              | 49.5 (121.1)                                              | 45.0 (113.0)                                              | 36.4 (97.5)                                               | 29.7 (85.5)                                               | 54.0 (129.2)                                              |
| متوسط درجة الحرارة الكبرى °م (°ف)                                                                                             | 17.5 (63.5)                                               | 20.5 (68.9)                                               | 25.5 (77.9)                                               | 32.2 (90.0)                                               | 39.3 (102.7)                                              | 44.6 (112.3)                                              | 46.5 (115.7)                                              | 46.3 (115.3)                                              | 42.5 (108.5)                                              | 36.0 (96.8)                                               | 26.5 (79.7)                                               | 19.4 (66.9)                                               | 33.0 (91.4)                                               |
| المتوسط اليومي °م (°ف) | 12.3 (54.1)                                               | 14.7 (58.5)                                               | 19.0 (66.2)                                               | 24.9 (76.8)                                               | 31.1 (88.0)                                               | 35.2 (95.4)                                               | 37.3 (99.1)                                               | 36.7 (98.1)                                               | 33.0 (91.4)                                               | 27.3 (81.1)                                               | 19.8 (67.6)                                               | 14.0 (57.2)                                               | 25.4 (77.7)                                               |
| متوسط درجة الحرارة الصغرى °م (°ف)                                                                                             | 7.2 (45.0)                                                | 8.8 (47.8)                                                | 12.5 (54.5)                                               | 17.6 (63.7)                                               | 23.0 (73.4)                                               | 25.9 (78.6)                                               | 30.5 (86.9)                                               | 30.0 (86.0)                                               | 23.4 (74.1)                                               | 18.8 (65.8)                                               | 13.0 (55.4)                                               | 8.6 (47.5)                                                | 17.9 (64.2)                                               |
| أدنى درجة حرارة °م (°ف) | −7.0 (19.4)                                               | −5.0 (23.0)                                               | −1.0 (30.2)                                               | 6.0 (42.8)                                                | 13.0 (55.4)                                               | 15.0 (59.0)                                               | 19.0 (66.2)                                               | 18.0 (64.4)                                               | 13.0 (55.4)                                               | 8.0 (46.4)                                                | 0.0 (32.0)                                                | −1.0 (30.2)                                               | −7.0 (19.4)                                               |
| الهطول مم (إنش) | 48.2 (1.90)                                               | 26.9 (1.06)                                               | 26.4 (1.04)                                               | 16.1 (0.63)                                               | 4.4 (0.17)                                                | 0.4 (0.02)                                                | 0.1 (0.00)                                                | 0.0 (0.0)                                                 | 0.2 (0.01)                                                | 6.4 (0.25)                                                | 31.4 (1.24)                                               | 48.7 (1.92)                                               | 209.2 (8.24)                                              |
| متوسط أيام هطول الأمطار (≥ 1.0 mm)                                                                                            | 4.9                                                       | 3.6                                                       | 3.6                                                       | 2.8                                                       | 0.8                                                       | 0.1                                                       | 0.0                                                       | 0.0                                                       | 0.0                                                       | 1.0                                                       | 2.9                                                       | 4.5                                                       | 24.2                                                      |
| متوسط الرطوبة النسبية (%) | 71                                                        | 61                                                        | 51                                                        | 41                                                        | 28                                                        | 22                                                        | 24                                                        | 28                                                        | 29                                                        | 38                                                        | 53                                                        | 69                                                        | 43                                                        |
| ساعات سطوع الشمس الشهرية | 174.7                                                     | 193.2                                                     | 214.1                                                     | 233.8                                                     | 284.4                                                     | 326.2                                                     | 336.1                                                     | 331.2                                                     | 301.8                                                     | 263.5                                                     | 209.5                                                     | 176.4                                                     | 3٬044٫9                                                   |
| المصدر #1: منظمة الأرصاد الجوية الإيرانية (سجلات), (درجات الحرارة), (تساقط المطر), (رطوبة), (أيام هطول الأمطار), (شروق الشمس) |                                                           |                                                           |                                                           |                                                           |                                                           |                                                           |                                                           |                                                           |                                                           |                                                           |                                                           |                                                           |                                                           |
| المصدر #2: IRIMO (نقطة الندى 1957-2010)                                                                                       |                                                           |                                                           |                                                           |                                                           |                                                           |                                                           |                                                           |                                                           |                                                           |                                                           |                                                           |                                                           |                                                           |

## السكان
وفقًا لتعداد عام 2016، يقدر عدد سكان المدينة بـ1.1 مليون شخص.
| لغات محافظة خوزستان | لغات محافظة خوزستان | لغات محافظة خوزستان | لغات محافظة خوزستان | لغات محافظة خوزستان |
| ------------------- | ------------------- | ------------------- | ------------------- | ------------------- |
| اللغة               | اللغة               |                     | النسبة              | النسبة              |
| فارسية              | فارسية              |                     | 44.8%               | 44.8%               |
| عربية               | عربية               |                     | 35.7%               | 35.7%               |
| لغة بختيارية        | لغة بختيارية        |                     | 15.8%               | 15.8%               |
| قشقائية             | قشقائية             |                     | 2.3%                | 2.3%                |
| كردية               | كردية               |                     | 0.9%                | 0.9%                |
| غيرها               | غيرها               |                     | 0.5%                | 0.5%                |

### لغات
لهجات فارسية في خوزستان
بناءً على استطلاع أجرته وزارة الثقافة الإيرانية عام 2010، أكثر اللغات شيوعًا في الأهواز هي الفارسية (44.8٪) والعربية (35.7٪) والبختيارية (15.8٪). كثير من الأهواز يتحدثون لغتين ويتحدثون الفارسية وإحدى اللغات/اللهجات التالية. يتحدث السكان الأصليون للأهواز باللهجة الفارسية الخوزستانية التي تنفرد بها خوزستان، ومتجذرة في اللغتين الفارسية القديمة والعيلامية. اللغة العربية المحكية في الأهواز هي مجموعة متنوعة من العربية الخوزستانية. جزء آخر من الأهوازيين يتكلمون بلهجة بختيارية من اللغة اللرية. اللغة المندائية الحديثة محكية من قبل مندائيو الأهواز أيضا. إنها اللغة المندائية القديمة التي اختلطت ببعض جوانب الخوزي.

### هدايا الأهواز
ومن أهم الهدايا التذكارية لمدينة الأهواز ما يلي: التمر، عباءة، الدشداشة، الحلويات الأهوازية، الحرف اليدوية الأهواز، إلخ.

#### أسواق أهواز الشعبية
- سوق عبد الحميد: هو أقدم سوق في مدينة الأهواز.
- سوق الإمام الخميني: يعد من الأسواق القديمة في مدينة الأهواز، يقع في شارع الإمام الخميني، في وسط الأهواز؛ وتضم العديد من المحلات التجارية.
- سوق كاوه: هو محلات بيع الأسماك الطازجة، الحلويات الإهوازية، والروبيان، والتمور والقمح وغيرها.[35][36]

## مواصلات

### مطار
مطار الأهواز الدولي (بالفارسية: فرودگاه بین‌المللی أهواز) هو مطار يخدم مدينة الأهواز، إيران.

### سكة حديد
سكة حديد الأهواز (بالفارسية: ايستگاه راه آهن أهواز) يقع في الأهواز، محافظة خوزستان
- يمكن الوصول إلى الأهواز عبر الطرق السريعة من أصفهان وشيراز والطرق المؤدية إلى طهران.
- يتم بناء نظام السكك الحديدية الحضرية المترو من قِبل السكك الحديدية الحضرية في الأهواز. من المخطط أن يحتوي النظام على أربعة خطوط. سيكون الخط الأول بطول 23 كيلومترًا تحت الأرض مع 24 محطة.[37]

## كليات وجامعات
- جامعة جنديسابور الأهوازية للعلوم الطبية
- جامعة تشمران الأهوازية
- جامعة البترول للتكنولوجيا
- جامعة آزاد الإسلامية فرع الأهواز

## شخصيات بارزة
- علي سجادي حسيني (fa)، مخرج أفلام

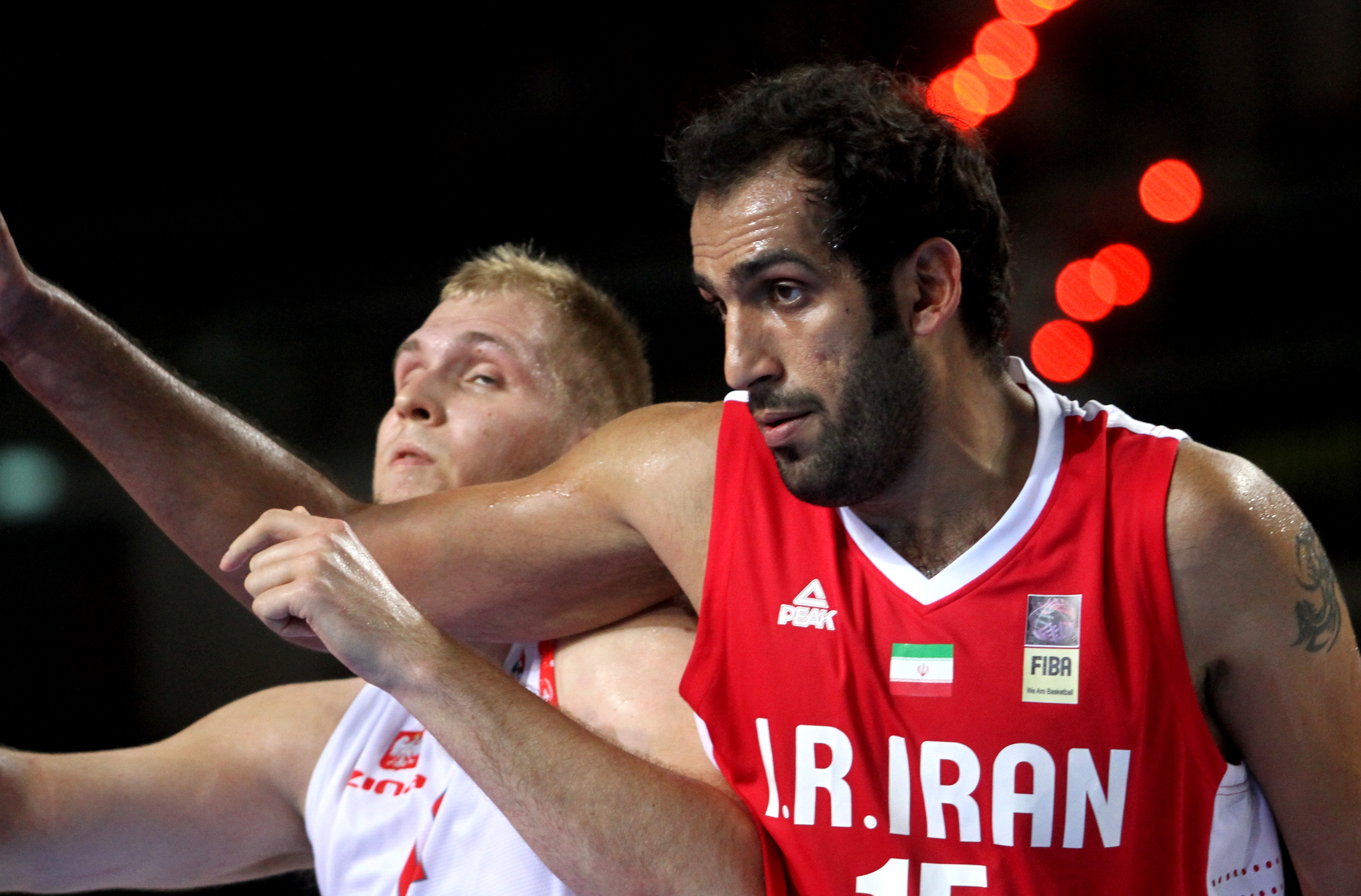
حامد حدادي

- علي شمخاني (الأمين العام للمجلس الأعلى للأمن القومي الإيراني)
- محمد علي الموسوي الجزائري (fa)، مرشح ولي الفقيه السابق في خوزستان، إمام جمعة الأهواز السابق
- محمد رضا اسكندري (fa)، وزير الجهاد الزراعي الإيراني السابق
- محمد حسين عادلي (الأمين العام لمنتدى الدول المصدرة للغاز)
- حامد حدادي، لاعب كرة سلة إن بي أي
- حميد دباشي، مؤرخ فكري وناقد ثقافي وأدبي
- حسين كعبي، لاعب كرة قدم وطني
- جلال كاملي مفرد، لاعب كرة قدم وطني
- حميد تقوي، عميد في حرس الثورة الإسلامية

## معرض الصور

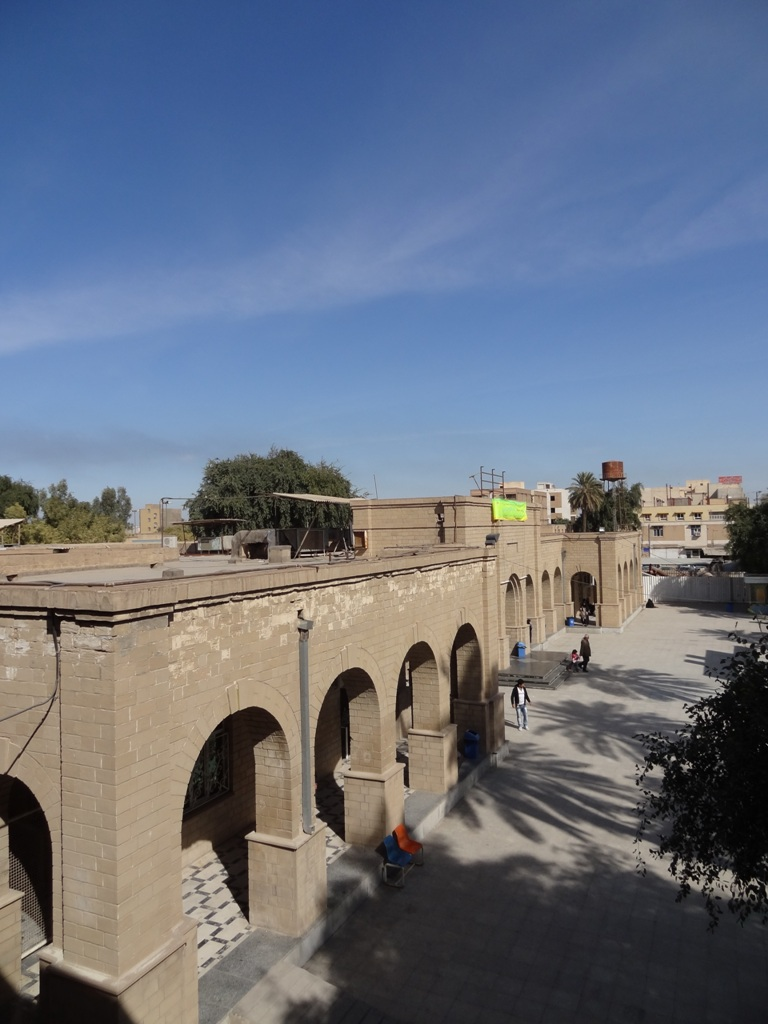
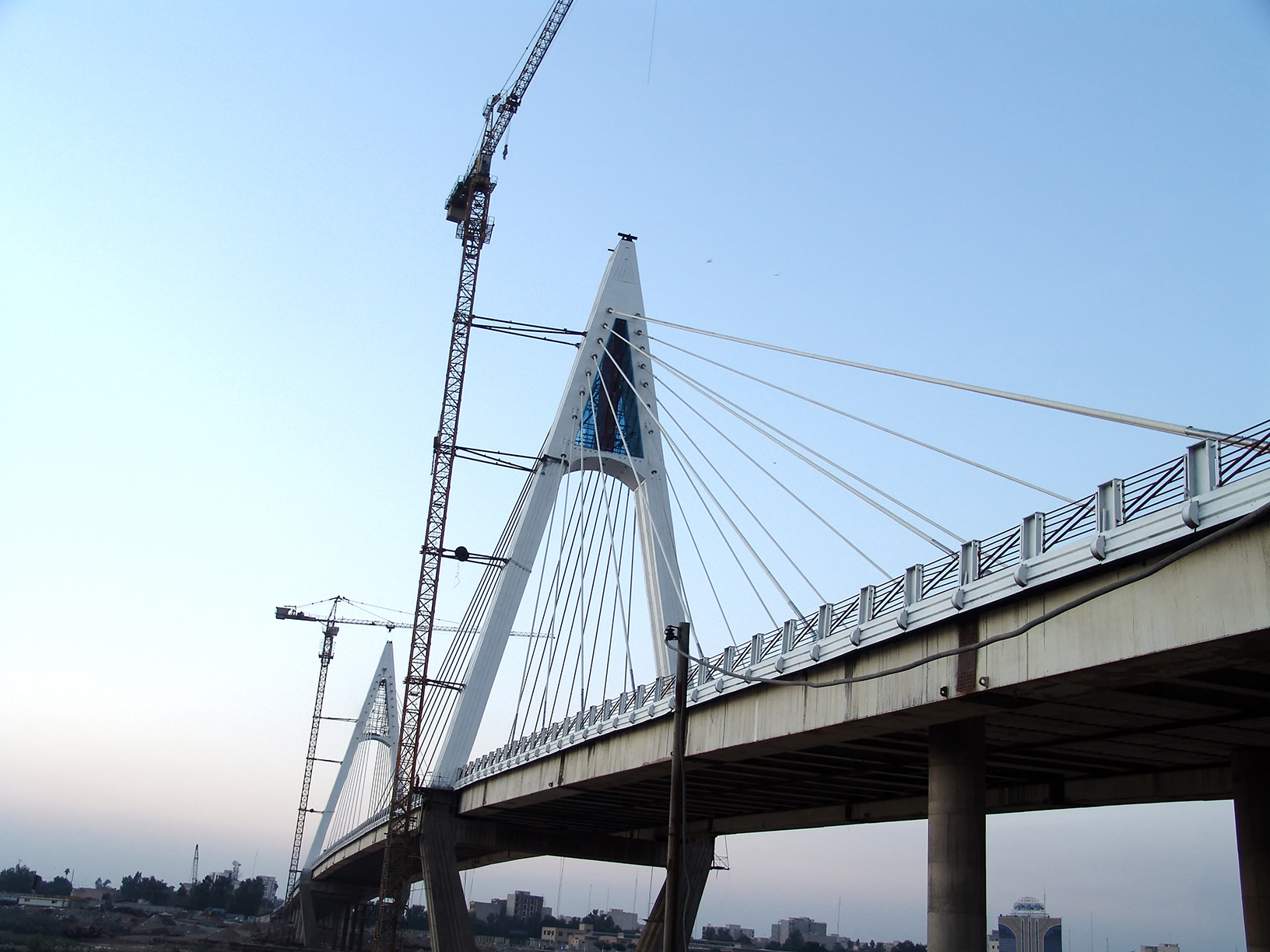
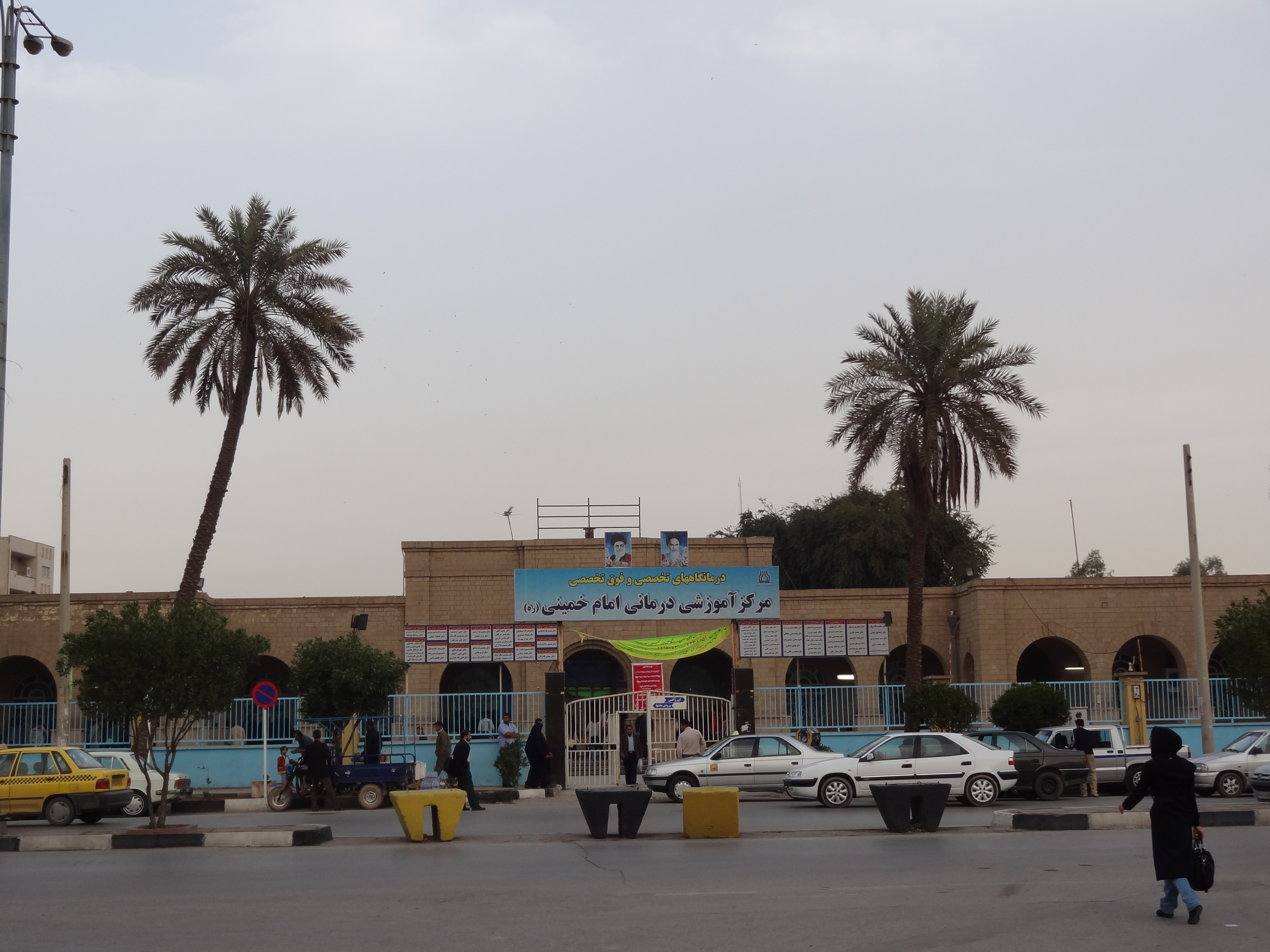
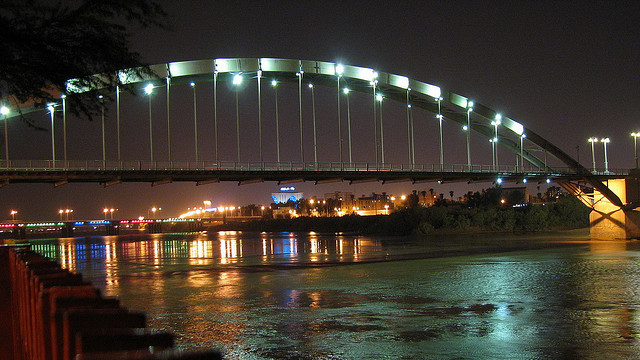

## وصلات خارجية
- Ahvaz Municipal Office
- Union of Iranian Southern Universities
- Foolad Ahvaz Football Club
- Ahwaz Bazaar Directory